# سیارک ۷۰۱۶
سیارک ۷۰۱۶ (به انگلیسی: 7016 Conandoyle، نامگذاری:1991YG) هفت هزار و شانزدهمین سیارک کشف شده‌است که در ۳۰ دسامبر ۱۹۹۱ کشف شد.
قدر مطلق سیارک برابر ۱۳٫۸۰ است.